# بلدية فيلاني
بلدية فيلاني هي بلدية في لاتفيا، بلغ عدد سكانها 5,779  نسمة وذلك حسب إحصائيات سنة 2017.

## التقسيمات الإدارية
- Dekšāres Parish [الإنجليزية]‏.